# Državno izborno povjerenstvo Republike Hrvatske
Državno izborno povjerenstvo Republike Hrvatske (DIP) državna je institucija zadužena za provođenje i upravljanje izborima u Republici Hrvatskoj od 1990. godine. Djelokrugu DIP-a pripadaju parlamentarni izbori, predsjednički izbori, lokalni izbori te referendumi. Povjerenstvo je također odgovorno za nadzor financiranja političkih aktivnosti i kampanja. Sjedište Povjerenstva nalazi se u Visokoj ulici 15 u Zagrebu.

## Povijest

### Pozadina
Državno izborno povjerenstvo osnovano je 1990. godine u sklopu SR Hrvatske kao Republička izborna komisija usvajanjem Zakona o izboru i opozivu odbornika i zastupnika (NN 007/1990, član 18.). Komisija je imala stalan sastav od predsjednika i četiri člana (te njihovih zamjenika) koje je imenovao Sabor SR Hrvatske, a bavila se provođenjem i nadziranjem izbora, kao i imenovanjem te savjetovanjem nižih izbornih komisija. Godine 1990. Komisija je dobila informatičku podršku, koja se koristila na prvim višestranačkim parlamentarnim, lokalnim i nešto kasnije predsjedničkim izborima.

### Privremeno tijelo
Zakonom o izborima zastupnika u Sabor Republike Hrvatske iz 1992. (NN 022/1992, članak 29.) Komisija je dobila naziv Izborna komisija Republike Hrvatske. Članstvo postaje privremeno i ograničeno na sudce u Vrhovnom sudu Republike Hrvatske »i druge istaknute pravnike«, a njihovo imenovanje zadano je Ustavnome sudu Republike Hrvatske. Zakon o izmjenama i dopunama Zakona o izborima zastupnika u Sabor Republike Hrvatske iz 1996. (NN 108/1996, članak 7.) zatim mijenja riječ »komisija« u povjerenstvo, čime institucija dobiva svoj današnji naziv – Izborno povjerenstvo Republike Hrvatske.
Od Zakona iz 1992. godine, Povjerenstvo nije imalo zaposlenike, a sve uvjete za rad (uključujući prostor i materijale) omogućavali su im Sabor i Vlada. Kako bi se održala kvaliteta provođenja izbora po uzoru na zemlje Europske unije, DIP se kroz više godina angažirao za osnivanje stalnog središnjeg izbornog tijela te propisa za financiranje izbora i političkih kampanja. Osim pitanja standarda, podizalo se i pitanje opterećenja sudaca. Prema ocijeni predsjednika Povjerenstva Ivice Crnića, tadašnji sustav DIP-a bio je štetan jer se mnoge sudce, inače preopterećene sudačkim poslom, dodatno uposlilo za provedbu izbora (»nesudačkih poslova«), što je usporavalo njihov sudski rad. Taj je problem zatim uvećavala činjenica da su izbori bili provođeni poprilično često na lokalnoj razini, što je posao DIP-a činilo kontinuiranim, a ne tek povremenim.
Od 2002. godine DIP je počeo intenzivnije zagovarati osnuće stalnoga povjerenstva, pa je iste godine prikupio podatke o ulozi državnih izbornih institucija u inozemstvu te oformio inicijativu za osnuće, koju je predan Saboru te Vladama Ivice Račana i nakon izbora 2003. onoj Ive Sanadera. Ministarstvo pravosuđa, uprave i lokalne samouprave 2003. godine sastavilo je nacrt zakona, slijedio je nacrt Središnjeg državnog ureda za upravu 2004., a nakon njega je priređen i nacrt Odbora za ustav, poslovnik i politički sustav u Saboru. Dana 5. srpnja 2005. Sanader je izjavio kako je prijedlog zakona o DIP-u spreman za prvo predstavljanje Saboru nakon rasprave s koalicijskim partnerima HDZ-a, ističući pritom pojedinačnosti zakona koje se još trebaju razjasniti. Vladin prijedlog zakona prihvaćen je na prvom čitanju u Hrvatskom saboru 23. rujna 2005. godine.

### Osnuće
Povjerenstvo je kao stalno tijelo osnovano temeljem članka 88. Ustava Republike Hrvatske. Zakon o Državnom izbornom povjerenstvu Hrvatski je sabor donio na sjednici 31. ožujka 2006. godine, a on je na snagu stupio 16. veljače 2007. godine. Iste su godine imenovani profesionalni potpredsjednici i članovi.
Prema izvještaju GONG-a, mediji su negativno reagirali na izbor stalnih tih zaposlenika, prigovarajući navodno o nezadovoljavajućem iskustvu i stručnosti kandidata. Sam GONG imao je prigovore na ispunjenje europskih standarda Zakona o DIP-u i njegove dopune, tvrdeći da članstvo sudaca Vrhovnog suda u Povjerenstvu ne pruža dovoljnu autonomiju njegovog rada, kao i da bi članovi trebali biti izabrani uslijed javnih razgovora umjesto dogovora između stranaka. Kritika je također bila usmjerena prema uvjetima za članstvo: dok je zakon propisivao da članovi moraju biti pravnici, GONG je smatrao da bi se u rad Povjerenstva trebale uključiti i druge struke koje se bave izbornim procesom, poput politologa, sociologa i ekonomista, što navode kao preporuku Venecijanske komisije Vijeća Europe. DIP je 2014. uslijed prijedloga izmjena zakona osporio to mišljenje, tvrdeći da »sve druge prosudbe, osim onih temeljenih isključivo na pravnoj normi, u sebi sadrže i subjektivni faktor« te da bi takva izmjena zakona stvorila »državno tijelo upitne objektivnosti temeljene na populističkim raspravama«.

## Sastav
Povjerenstvo djeluje u stalnom sastavu od devetero članova. Članovi DIP-a su predsjednik Povjerenstva, četiri potpredsjednika i četiri člana Povjerenstva. Predsjednik Povjerenstva je predsjednik Vrhovnog suda Republike Hrvatske po položaju. Na prijedlog predsjednika Vrhovnog suda, opća sjednica Vrhovnog suda Republike Hrvatske bira dva potpredsjednika iz reda sudaca tog suda.
Potpredsjednike koji nisu iz reda sudaca i članove Povjerenstva bira Hrvatski sabor većinom glasova svih zastupnika. Način izbora je jednog potpredsjednika koji nije iz reda sudaca i dva člana bira na prijedlog većinske političke stranke, odnosno koalicije, a drugog potpredsjednika koji nije iz reda sudaca i druga dva člana na prijedlog oporbenih zastupnika u aktualnom sazivu Sabora. Mandat potpredsjednika koji nisu iz reda sudaca i članova Povjerenstva jest osam godina.  

Predsjednik, potpredsjednici i članovi Povjerenstva državni su dužnosnici. Prije preuzimanja dužnosti svi članovi Povjerenstva pred predsjednikom Sabora izgovaraju prisegu propisanu člankom 10. Zakona o Državnom izbornom povjerenstvu Republike Hrvatske:
»Prisežem svojom čašću da ću u obavljanju dužnosti člana Državnoga izbornog povjerenstva poštivati Ustav i zakone Republike Hrvatske te da ću svoju dužnost obavljati savjesno i nepristrano.«

### Predsjednici
Predsjednici DIP-a ujedno su i predsjednici Vrhovnog suda RH, izuzev vršitelja dužnosti.
| Rbr.   | Od                  | Do               | Predsjednik       | Bilješke                             | Izvor         |
| ------ | ------------------- | ---------------- | ----------------- | ------------------------------------ | ------------- |
| 1.     | 1990.               | 1992.            | Vjekoslav Vidović |                                      |               |
| 2.     | 1992.               | 1992.            | Zlatko Crnić      |                                      |               |
| 3.     | 1992.               | 1995.            | Milan Vuković     |                                      |               |
| 4.     | 1995.               | 1997.            | Krunislav Olujić  |                                      |               |
| 5.     | 1997.               | 1999.            | Milan Vuković     |                                      |               |
| 6.     | 1999.               | 2001.            | Marijan Ramušćak  |                                      |               |
| 7.     | 2001.               | 7. srpnja 2005.  | Ivica Crnić       |                                      | [ 16 ]        |
| 8.     | 12. rujna 2005.     | 14. srpnja 2017. | Branko Hrvatin    |                                      | [ 17 ]        |
| 9.     | 14. srpnja 2017.    | 20. srpnja 2021. | Đuro Sessa        |                                      | [ 18 ] [ 19 ] |
| 10.    | 15. listopada 2021. | 8. ožujka 2025.  | Radovan Dobronić  | Preminuo na dužnosti                 | [ 20 ] [ 21 ] |
| (v.d.) | 10. ožujka 2025.    | –                | Damir Kontrec     | Vršitelj dužnosti kao potpredsjednik | [ 22 ] [ 23 ] |